# HMS 선더차일드
선더차일드(HMS Thunder Child)는 하버트 조지 웰즈의 소설 《우주전쟁》에 등장하는 가공의 군함이다. 함명은 "뇌진자"라는 뜻이다.

## 개요
영국 해군의 수뢰충각함(Torpedo ram)이며, 수뢰충각함이란 충각과 어뢰발사관을 융합시킨 "수뢰충각"을 함수에 장비한 소형, 고속의 함정이다. 구체적인 제원이나 무장 등은 극중에 묘사되어 있지 않아 불명이나, 2개의 연돌에 수뢰충각과 대포로 무장하고 있다. 모델이 된 함은 용도, 삽화 추정해보면 수뢰충각함 폴리피머스(HMS Polyphemus)나 아라간트급 방호순양함 등으로 추정된다.
또한 《더 카운트다운 지구대전쟁》에서는 해보크급 구축함, 제프 웨인 뮤지컬 버전에서는 캐노퍼스급 전함으로 묘사되어있다.
또한 실제 수뢰충각함은 실전에선 제 역할을 못했으며 당시에 대항해시대처럼 적함에 충각돌격을 한다는 건 비현실적이라 판단되어 주로 어뢰의 운용시험에만 쓰였다. 선더차일드 자체도 충각 안에 어뢰발사관을 사용하는 묘사는 나오지 않는다.

## 극중에서의 활약

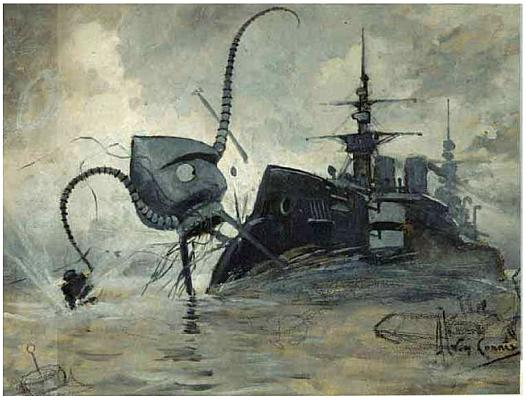
전투기계와의 교전을 묘사한 회화

선더차일드의 전투는 주인공인 "나"가 당시 피난민 중 한명이었던 동생에게 들었던 이야기를 묘사하고 있다.
선더차일드는 20세기 벽두에 일어난 화성인의 침략 당시, 영국에서 유럽 본토로 피난민을 실은 선단의 호위를 위해 에섹스 앞 바다에서 경비임무를 맡고 있었다. 6월 수요일 오후, 파울네스 방면에서 화성인의 전투기계(트라이포드)가 3대 출현하여 선단의 출항을 저지하는 진로를 취했다. 이 시점에서 다른 해군함정들은 템즈강 하구 부근에 전개하고 있었고 트라이포드로부터 선단을 지킬 수 있었던 배는 선더차일드 뿐이었다.
출동한 선더차일드는 트라이포드의 지근거리까지 도달할 때까지 포한방 쏘지 않고 전속력으로 돌진했다. 이 행동은 화성인에게 혼란을 주었던 모양으로 뒤늦게 트라이포드 한대가 가스탄을 발사했지만 선더차일드는 이미 피난선단과 트라이포드의 가운데까지 도달해있었다. 선더차일드는 가스탄을 정통으로 맞았지만 기세가 줄어들기는커녕 더욱 돌격을 감행했다. 트라이포드는 육지로 퇴각을 하면서도 열선으로 반격하였고 열선에 의해 생긴 수증기로 선더차일드는 자취를 감추고 말았고 격침되었다고 생각했다.
하지만 외부에만 불이 났을 뿐, 기관과 조타장치 등 선더차일드의 충추부는 무사했다. 열선을 발사한 트라이포드에게 그대로 돌격하여 충각공격과 포격으로 격파했고 공격대상을 두번째 트라이포드로 바꿔서 다시 곧장 돌격했다. 쌍방의 거리가 100야드까지 좁혀졌을 때, 트라이포드가 열선을 발사, 열선의 직격으로 갑판이나 연돌이 날아가는 큰 피해를 입은 선더차일드였지만 선체는 관성에 의해 계속 전진, 두번째 트라이포드와 격돌하여 이를 가라앉혔다. 3번째 트라이포드는 철퇴해갔고 피난선단은 무사히 유럽으로 향했다.
또한 그 후 선더차일드의 소식은 "시계가 확보되었을 때는 이미 선더차일드의 모습은 없었다"라고 밖에 묘사되어있지 않으며 침몰했는지 생환했는지는 정확하게 알 수 없다.
(격침되었다고 추정하는 판본이 대다수)

## 다른 작품에서 등장하는 선더차일드
선더차일드는 그 영웅적인 활약에 힘입어 다른 작품에서 등장하는 함선의 이름으로 오마쥬되는 경우가 있다.
- 《스타 트렉》시리즈

아퀼라급의 2번함으로 《스타트렉 퍼스트콘택트》에서 "USS 선더차일드"가 등장한다.
- 《무책임함장 테일러》 시리즈

요시오카 히로의 라이트노벨. 은하해방동맹의 기함으로 우주구축함 "선더차일드"가 등장한다.
- 《제2차 우주전쟁 마스 1938》

이부키 히데아키의 속편적인 작품. 격침되었던 선더차일드의 승조원 60명 중 3명이 생환하여 그 중 1명인 존 트베이 대장의 기함으로써 지휘통신기능을 강화한 사우스햄프턴급 경순양함 "선더차일드"가 등장한다.
- 《세계전함 야마토열전》

요시다의 가공전기. 영국 해군이 보유한 46cm포를 탑재한 "초Y급 전함"으로 "선더차일드"가 등장한다. 또한 영국이 네덜란드에게 양도했던 피롤러스급 방호순양함 "마우리츠"의 옛 이름도 "선더차일드"이다. (충각도 달고 있다)

## 같이 보기
- 우주전쟁
- 충각
- 수뢰충각함
- 가공의 무기